# 刘长兴面馆
刘长兴面馆是中国南京一家面馆。

## 历史
建于清朝末年，创始人刘国发原是制售馄饨的活动摊贩，后来在三山街马巷口购一间门面，1935年已经发展成为全市最大的面馆，拥有店房建筑面积2000多平方米，摆台50张。刘长兴面馆制作的面点具有江苏风味。现有多家分店。